# Saussurea gossypiphora
Espèce
Saussurea gossypiphora (hindi: कस्तूरी कमल, kastūrī kamal ; népalais: कपासे फूल, kapāsē phūl) est une espèce de plantes à fleurs de la famille des Asteraceae.
C'est une plante herbacée vivace qui est réputée avoir des propriétés médicinales selon la médecine traditionnelle chinoise. Elle est originaire de l'Himalaya et se trouve à des altitudes comprises entre 4 300 et 5 600 m.